# Castell de Palagret
El castell de Palagret o de Mabarrera és en plena vall de Palagret, al cim d'un petit turó, a 178 m d'altura, als contraforts més septentrionals del massís de les Gavarres al sud-est del nucli de Celrà i al sud-oest del de Juià. Estratègicament situat per a controlar el camí d'època romana que permetia l'accés a Girona des del Baix Empordà a través de les Gavarres. Del castell es conserven importants vestigis medievals dels murs de llicorella d'una construcció de planta rectangular com també elements preromànics. Les restes conservades es podrien datar els segles x i xi, i els seus últims ocupants van abandonar el recinte entre finals del segle xv i principis del XVI. És un edifici de Celrà (Gironès) declarat bé cultural d'interès nacional.

## Història

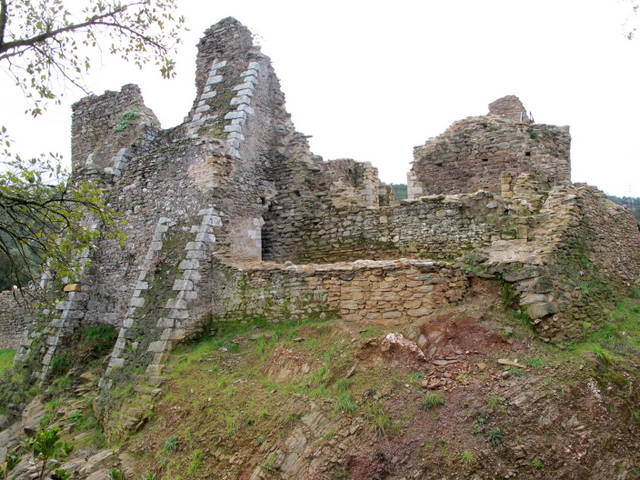
Castell de Palagret (12 març 2013

La primera menció documental és de l'any 1166, temps en què Pere Guillem de Barrera oferí el seu fill Guillem juntament amb un alou a Santa Maria de Cervià.. El document més antic que recull el topònim de Palagret data de l'any 922 i ho fa amb la forma «Palacroto». Amb aquest document, Carles el Simple va confirmar i emparar tot allò que el bisbe Hilmerand d'Elna va atorgar a l'església de Girona a Celrà i Palagret. Després fou el bisbe Guiu que el 940 posseí el paratge de Palagret, si bé no s'indica l'existència d'un castell. És probable que la fortificació es construís quan Almansor va arribar a Barcelona el 985, i es manà la construcció de fortificacions als llocs més estratègics. És un castell que formava part d'un seguit de fortaleses, entre els quals hi havia el castell de Juià, el castell de Celrà i el castell de Barbavella, que pertanyien al bisbat de Girona.

### Fases constructives
La data de construcció del castell s'ha situat entre els segles x i xi, atesa la presència de diverses filades en opus spicatum dins el recinte més antic. La documentació sembla confirmar aquesta teoria, ja que els preceptes carolingis no fan referència, en cap moment, a l'existència d'un castell a Palagret. Els arqueòlegs han dividit el conjunt en tres fases constructives diferents.
Una primera fase, bastida entorn dels segles x i xi, que englobaria les estructures centrals del castell, situades al voltant d'un pati central. Els murs són d'un metre d'amplada i estan fets de pissarra disposada formant filades d'opus spicatum. El castell seria una construcció defensiva on destacaria una sala central rectangular, envoltada d'habitacions que s'organitzaven a l'entorn d'un pati central.
Reforma integral que consistí en la remodelació interna del castell, amb la construcció d'una nova sala de planta rectangular, que esdevingué la principal i més noble. L'anterior sala fou coberta amb volta i es tapià el seu accés, de forma que s'hi havia d'accedir des del pis superior. També es feu una important ampliació a llevant i nord del castell. Es construí una plataforma semicircular que es comunicava amb el conjunt mitjançant una passera i que funcionava com a barbacana. Cap al nord es bastí un corredor de 2 metres d'ample i 20 de llargada. Sembla, doncs, que durant aquest període el castell disposava de dos accessos: el primitiu per ponent i un de nou a llevant, que comunicava amb la plataforma exterior.
Una darrera reforma, probablement realitzada ja ben entrat el segle xiv, consistí en una simple remodelació d'alguns elements del castell: construcció d'alguns murs i tapiat de la porta de ponent.

### Edat mitjana
L'any 1199 el feudatari Ramon de Peratallada el transmeté a Bernat de Sitjar junt amb altres pertinences que tenia en la parròquia de Celrà. A finals del XIII en morir Saurina de Palagret, el domini passà a ser administrat directament per la pabordia del mes de juny de la catedral. El lloctinent o castlà del Capítol de la catedral al castell de Palagret era, en començar el segle xiv, Ramon Loreta i va retre homenatge i reconeixement de submissió al clergue Arnau Ponç, procurador de Dalmau de Pontós, canonge encarregat de l'administració de l'esmentada pabordia. L'obligació de residir al castell per part de la família Loreta anava inherent al càrrec; a un seu descendent anomenat Lluc, el batlle de sac del castell, Pere Lloberas, li imposà una pena per a no residir-hi. (El batlle de sac era el recaptador de les rendes que generaven els béns i drets de la senyoria i solia ser un dels pagesos importants del territori).

### Edat moderna
Els Lloberas no es desprengueren de la batllia fins al 1527 per venda que feren a favor d'Anton Pujol, paraire de llana del mateix Celrà. Trenta anys després Grau Guinart, pagès, comprà els drets de la batllia per 100 lliures. Des d'aleshores i fins al segle xix els successius hereus de can Guinart d'Orriols o de la Vila desenvoluparen aquesta funció a compte de la Canònica de la seu gironina. Pel que fa al castell, després d'haver estat utilitzat com a centre administratiu de la senyoria de Palagret, posteriorment es va convertir en casa de pagès o quadres per al bestiar fins que quedà enrunat. El seu abandó ja es devia produir segurament a la segona meitat del segle xv, atenent a les restes de ceràmica trobades en les excavacions del 2002 i 2003. Fins a finals del segle xviii formava part del mas Barrera propietat de Pere Guinart de Palagret, per la qual cosa també és conegut com a castell de Mabarrera.
Des de l'any 2006, la Diputació de Girona hi realitza campanyes d'excavació i restauració.

## Arquitectura

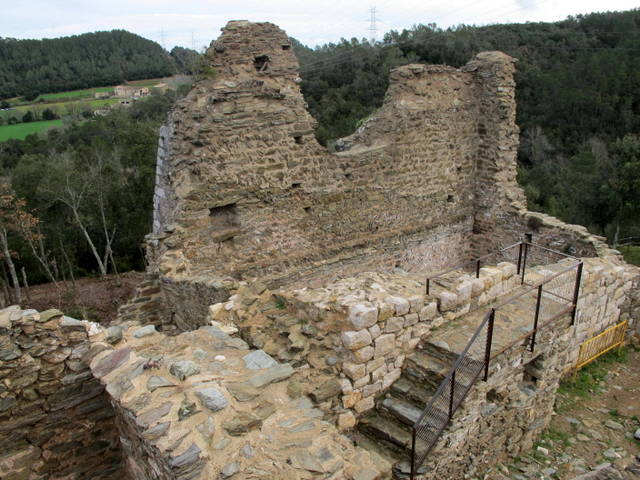
Castell de Palagret (12 març 2013

El castell de Mabarrera o de Palagret està situat als peus del camí que uneix el poble de Celrà amb el castell de Sant Miquel, als contraforts septentrionals del massís de les Gavarres, al punt on el torrent Bou Vell s'uneix amb la riera de Palagret. Es tracta d'una situació òptima, ja que, des d'aquest punt, es domina la vall i es controlen dos importants camins que s'endinsen a les Gavarres (el del Santuari dels Àngels i el que es dirigeix cap al puig Sant Miquel i Girona).
El conjunt està molt destruït i només en resten paraments de pedra verticals i algun arrencament de volta. La planta de l'edifici és lleugerament trapezoïdal. Les parts més ben conservades es troben al sector nord, on veiem parets que encara conserven els 8 metres d'alçada. Al voltant d'aquesta estructura central s'obre un fossat, que l'envolta pels costats nord, est i oest. Al sud, el desnivell natural del terreny ja era una defensa prou important. Al costat de llevant, passat el fossat, s'aixeca una estructura semicircular que ocupa uns 260 m2, que també presenta mostres d'haver estat fortificada i que es pot interpretar com una barbacana.
Els murs tenen una amplada que varia entre els 70 i 100 cm i estan fets de blocs de pissarra units amb un morter de calç de poca qualitat. A les cantonades i obertures, per donar més solidesa a l'obra, hi ha pedres calcàries ben escairades. La feblesa dels materials emprats (pissarra i morter de baixa qualitat), juntament amb una fonamentació deficient del conjunt, ha donat com a resultat uns paraments extremadament fràgils i inestables. El sector més ben conservat, el nord, és el que presenta uns importants contraforts que han evitat la caiguda dels murs.
Després de les diferents campanyes d'excavació realitzades, es pot concloure que l'estructura d'aquesta fortificació estava configurada per un recinte central bastit a l'entorn d'un pati, dins del qual es destaca una sala o torre de planta més o menys rectangular. Al seu voltant se situaven un conjunt d'habitacions. Aquesta estructura sembla respondre a una mena de castell-sala. El conjunt començà com una petita fortificació que, en poc temps, englobà diversos edificis al voltant d'un pati central, on es construí una petita i irregular cisterna foradant la roca mare. Posteriorment, s'hi feren reformes diverses, consistents en ampliar el conjunt original.